# Halo 3: ODST
Halo 3: ODST – strzelanka pierwszoosobowa studia Bungie. Gra została wydana na 2 płytach, jedna zawiera kampanię dla jednego gracza, a druga tryb wieloosobowy z Halo 3.
Gracz wciela się w postać „Żółtodzioba” – członka jednostek ODST (Orbital Drop Shock Trooper), zamiast w postać Master Chiefa znanego z poprzednich odsłon cyklu Halo. Akcja gry toczy się w mieście Nowa Mombasa w trakcie i po wydarzeniach z Halo 2. Zadaniem gracza jest odnalezienie reszty drużyny podczas inwazji sił Przymierza. Bohaterami gry są Buck, Dutch, Mickey, Romeo, Rookie (gracz) i Dare.